# Nagrada Vicko Andrić
Nagrada Vicko Andrić dodjeljuje se za izvanredna postignuća u području zaštite kulturne baštine u Hrvatskoj i to za postignuća u: konzervatorsko-restauratorskim radovima na očuvanju kulturne baštine; istraživanju i dokumentiranju kulturnih dobara; razvoju konzervatorske i konzervatorsko-restauratorske struke i unapređenju sustava zaštite kulturne baštine; očuvanju i obogaćenju ukupnog fundusa kulturne baštine Republike Hrvatske.
Nagrada se dodjeljuje kao godišnja i kao nagrada za životno djelo. Godišnja nagrada se dodjeljuje pojedincima za izvanredan doprinos u zaštiti kulturne baštine, a nagrada za životno djelo istaknutim pojedincima koji su svojim izvanrednim doprinosom i radom na zaštiti kulturne baštine obilježili vrijeme u kojem su djelovali i čiji rad čini zaokruženu cjelinu, a njihova djela i ostvarenja ostaju trajno dobro Republike Hrvatske.
Prijedloge za dodjelu "Nagrade Vicko Andrić" mogu podnijeti građani, udruge građana, ustanove, trgovačka društva, tijela državne vlasti, tijela lokalne i regionalne samouprave, vjerske zajednice i druge osobe.
Prvi hrvatski konzervator Vicko Andrić prepoznao je vrijednosti kulturne baštine još u 19. stoljeću je te 1853. godine imenovan na dužnost počasnog konzervatora za splitski i zadarski okrug. Andrić je ostavio i prve arhitektonske snimke Dioklecijanove palače i najvrijednijh spomenika u njoj. Nagrada "Vicko Andrić" pomaže da i najšira javnost shvati važnost onoga što se radi na zaštiti kulturne baštine.

## Nagrada Vicko Andrić za 2004.
Godine 2005. Nagradu za životno djelo dobila je mr. sc. Branka Šulc, pomoćnica ministra kulture, a Godišnja nagrada pripala je prof. Miljenku Domijanu, glavnom konzervatoru u Ministarstvu kulture.

## Nagrada Vicko Andrić za 2005.
Godine 2006. Nagradu za životno djelo primio je Ferdinand Meder, ravnatelj Hrvatskoga restauratorskog zavoda, dok je Godišnju nagradu podijelilo četvero stručnjaka konzervatora i restauratora koji su radili na projektu antičkog brončanog kipa Apoksiomena - Giuliano Tordi iz laboratorija Opificia delle Pietra Dure iz Firenze, majstor-restaurator Antonio Šerbetić iz Hrvatskog restauratorskog zavoda, Iskra Karniš, zadužena za dokumentaciju i prezentaciju projekta također iz HRZ-a, te Miljenko Domijan, glavni konzervator Ministarstva kulture i koordinator radova na projektu.
Brončani kip antičkog atleta pronađen je u lošinjskom akvatoriju kod otočića Vele Orjule na 45 metara dubine, a izvađen je iz mora u travnju 1999. godine. U akciji vađenje sudjelovali su ronioci, specijalna policija i profesionalni ronioci.         
Ferdinand Meder na području hrvatske kulturne baštine djeluje od 1970. kao konzervator-povjesničar umjetnosti. Bavio se i teorijskim odrednicama očuvanja i obnavljanja graditeljske baštine te evidenitiranjem i dokumentiranjem spomenika kulture. Od 1997. je ravnatelj Hrvatskog restauratorskog zavoda. Inicirao je, organizirao i provodio brojne programe i akcije u cilju zaštite hrvatske kulturne i prirodne baštine. Dao je velik doprinos unapređivanju restauratorske djelatnosti formiranjem novih i poboljšanjem postojećih uvjeta u zavodima u Zagrebu, Ludbregu, Osijeku, Dubrovniku, Splitu i Zadru.

## Nagrada Vicko Andrić za 2006.
Arhivist Stjepan Sršan dobitnik je nagrade "Vicko Andrić" za životno djelo za 2006. iz područja i očuvanja kulturne baštine, a godišnju nagradu dobio je o. Vatroslav Frkin za konzervaciju i restauraciju arhivske građe.
Postumno je medaljom "Vicko Andrić" nagrađen povjesničar umjetnosti muzeolog Ivo Maroević (1937. – 2007.), osnivač i dugogodišnji profesor muzeologije na zagrebačkom Filozofskom fakultetu. 
Stjepan Sršan cijeli je radni vijek posvetio arhivističkom radu i istraživanju, a njegov znanstveni i stručni rad vezan je uz Osijek i osječki arhiv, Slavoniju, Baranju i Srijem.
Brojni i raznorodni podaci o istočnoj Slavoniji, od kasnog srednjeg vijeka do danas, objavljeni su u više od 40 knjiga. Zahvaljujući tim publikacijama kao i desecima njegovih znanstvenih i stručnih radova, brojne su struke od povijesti, preko povijesti umjetnosti, do društvenih, antropoloških, ekonomskih i inih istraživanja, našle svoju građu i temelj za nova razmatranja i spoznaje, istaknuto je, uz ostalo, u obrazloženju nagrade.
Dobitnik godišnje nagrade Vatroslav Frkin, član franjevačke provincije Svetoga Ćirila i Metoda, više od 30 godina proveo je na sređivanju arhiva i knjižnica provincije, a tijekom sedamdesetih godina počeo je i plodnu suradnju s Hrvatskim državnim arhivom (HDA). Prvi opsežan posao bilo je evidentiranje i popisivanje arhivskoga gradiva u franjevačkim samostanima, što je rezultiralo izradom opsežnoga pregleda "Arhivski fondovi i zbirke u SFRJ-SR Hrvatska" koji je objavljen 1984., navodi se u obrazloženju nagrade.

## Nagrada Vicko Andrić za 2007.
Povjesničarka umjetnosti Đurđica Cvitanović dobitnica je nagrade "Vicko Andrić" za životno djelo za 2007. godinu koju dodjeljuje Ministarstvo kulture za izvanredna postignuća u području zaštite kulturne baštine.
Godišnju nagradu dobio je Đuro Šimičić konzervator-restaurator savjetnik Hrvatskog restauratorskog zavoda za vođenje obnove spomeničkog kompleksa Hrvatskog doma u Vukovaru koji je dovršen prošle godine.
U obrazloženju nagrade za životno djelo Đurđici Cvitanović ističe se da je to povjesničarka umjetnosti respektabilne bibliografije, koja je samostalno obradila niz neistraženih tema umjetničke povijesti kontinentalne Hrvatske i Istre, u razdoblju od 16. do 20. stoljeća.
Svoj rad na zaštiti spomenika kulture Đurđica Cvitanović usmjerila je prema arhitekturi i urbanim povijesnim jezgrama, temama i problemima sakralne i profane umjetnosti zaštite pokretnih i nepokretnih dobara u vrijeme Domovinskog rata.
Sudjelovala je u realizaciji velikih kulturoloških projekata kao što su izložbe "Kultura pavlina u Hrvatskoj", "Isusovačka baština u Hrvata" do izložbe "Sveti trag", "Sakralna arhitektura baroknog i klasicističkog razdoblja" te na izložbi "Od svagdana do blagdana" koja je ostvarena u okviru UNESCO-ove godine baroka 1989./1990. u Muzeju za umjetnost i obrt.
Đurđica Cvitanović vodila je obnovu povijesne jezgre Karlovca posebno 'karlovačke zvijezde' i tom je velikom projektu posvetila više od deset godina te usporedno radila na istraživanju i obnovi grada Buzeta, povijesna jezgre Klanjca, istraživanja barokne sakralne umjetnosti Banije i Korduna, drvenih kapelica u Turopolju, historicističke arhitekture 19. stoljeća i niz ostalih spomenika. 
Dobitnik godišnje nagrade Đuro Šimičić bio je imenovan voditeljem stručnih terenskih timova Hrvatskog restauratorskog zavoda na poslovima rastauratorskih istraživanja u Vukovaru, koja su postala i osnovom obnove na nekoliko desetaka najvažnijih spomeničkih cjelina grada Vukovara. Posljednjih nekoliko godina Šimičić koordinira istražne radove i poslove u povijesnoj jezgri Iloka u okviru velikoga međunarodnog projekta Obnova i revitalizacija kulturne baštine "Ilok-Vukovar-Vučedol" koji se realizira sredstvima hrvatske Vlade i Razvojne banke Vijeća Europe, a projekt vodi Ministarstvo kulture.

## Nagrada Vicko Andrić za 2008.
Nikola Nino Vranić umjetnički fotograf, dobitnik je nagrade za životno djelo "Vicko Andrić" za izuzetna postignuća u zaštiti kulturne baštine koju dodjeljuje Ministarstvo kulture, a godišnju nagradu "Vicko Andrić" dobio je arhivist Jozo Ivanović, pomoćnik ravnatelja HDA.
U obrazloženju za životnu nagradu Nini Vraniću, uz ostalo se ističe, da je vrsni fotograf više od pola stoljeća posvetio zaštiti kulturne baštine, što je rezultiralo impozantnim brojem dokumentarnih fotografija i negativa naše kulturne baštine, nacionalnih spomenika kulture i ostalih tema. Stvaralačka osobnost Nine Vranića, predanost fotografiji, evidentiranju i istraživanju spomeničke baštine uključuje široki raspon tema.
Više od 30 tisuća Vranićevih fotografija i negativa pohranjeno je fototeci Ministarstva kulture, navodi se u obrazloženju nagrade.
Digitalizirana zbirka, dijela Vranićevih fotogafija nastalih za potrebe službe zaštite spomenika kulture danas su dijelom široko otvorene virtualne izložbe i nalaze se na portalu Hrvatska kulturna baština Ministarstva kulture.
Dobitnik godišnje nagrade "Vicko Andrić" arhivist Jozo Ivanović nagrađen je za veliki doprinos na izradi stručne podloge za programsko rješenje ARHiNET-a, mrežnog informacijskog sustava za opis, obradu i upravljanje arhivskim gradivom. Primjenom toga programa u svim državnim arhivima, omogućeno je uvođenje suvremene mrežne tehnologije u obradi i digitalnoj prezentaciji najvrjednije pisane hrvatske kulturne baštine, navodi se u obrazloženju te nagrade.

## Nagrada Vicko Andrić za 2009.
Za izvanredna postignuća na području zaštite kulturne baštine, za dugogodišnji rad posvećen konzervatorsko-restauratorskoj djelatnosti koji je rezultirao utemeljenjem restauratorske prakse na povijesnom tekstilu, „Nagrada Vicko Andrić“ dodijelila se gospođi Bernardi Rundek Franić, voditeljici Odjela za tekstil pri HRZ-u.
Bernarda Rundek Franić rođena je 11. siječnja 1949. godine u mjestu Gornja Vlahinička, u Moslavini. Završila je Školu primijenjenih umjetnosti, a potom i Pedagošku akademiju u Zagrebu.
Po obavljenom pripravničkom stažu, 1971./72. postaje djelatnicom tadašnjeg Restauratorskog zavoda Hrvatske (RZH), gdje isprva obavlja konzervatorsko-restauratorske radove na drvenoj polikromiranoj i pozlaćenoj plastici, kamenim spomenicima i stucco-dekoracijama, od kojih su za istaknuti oni na raspelima (Corpus Christi) iz Gračišća i Galižane, Oltaru Majke Božje od Kamenitih vrata, arhitekturi južnog portala crkve sv. Marka, pročelju Starogradske vijećnice, kamenoj plastici pročelja crkve sv. Martina u Zagrebu, potom radovi na štukaturi u svetištu i glavnoj lađi crkve sv. Marije, kamenim spomenicima iz postava Arheološkog muzeja, kao i na dijelu inventara (letner) SICU (Stalnog postava crkvene umjetnosti) pri Benediktinskom samostanu, sve u Zadru. Sudjelovala je i pri izvođenju zahvata na glavnom portalu šibenske katedrale, te na provođenju zaštitnih radova na frizu na apsidi istog objekta. U međuvremenu je Bernarda Rundek Franić bila i dio stručne ekipe koja je obavljala konzervatorsko-restauratorske intervencije na štukaturi i dijelovima inventara u palači Attems u Grazu, Austrija. 
Restauratorski zavod Hrvatske 1981. preuzima predmete Zbirke Viteškog alkarskog društva (VAD) iz Sinja – odoru, opremu i oružje – sa svrhom provođenja cjelovitih konzervatorsko-restauratorskih radova na originalnim predmetima iste zbirke, ali i zadaću izrade replika identičnih originalima. Izvorni predmeti trebali bi biti pohranjeni u budućem muzeju, dok su replike potrebne za održavanje samog viteškog natjecanja. S obzirom na količinu i karakter pristiglih predmeta, bilo je nužno osnovati Odjel za tekstil. Složeni zadatak osnivanja Odjela preuzela je gospođa Bernarda Rundek Franić. 
Osim restauracije velikog broja predmeta Sinjske alke, od početka 80-ih godina pa do danas, pod njenim je vodstvom, na Odjelu za tekstil, obavljeno niz zahtjevnih konzervatorsko-restauratorskih radova na brojnim tekstilnim zbirkama. Ovdje je restaurirana zbirka liturgijskog ruha iz Zavičajnog muzeja u Ozlju, te Riznice katedrale Sv. Marije u Osoru. Treba posebno naglasiti osjetljivost i složenost radova, odnosno individualni pristup svakoj pojedinoj umjetnini, s obzirom na raznorodnost tipova tekstilnih predmeta, kao što su npr. dalmatike, stole, kazule, pluvijali, burse, manipuli, velumi, kućni oltarići, moćnici i slično. 
Nadalje, treba spomenuti i radove na brojnim drugim tekstilnim predmetima, iz inventara crkvenih i muzejskih zbirki diljem Hrvatske, kao što su Relikvijar Sv. Viktorijana iz franjevačkog samostana u Kloštru Ivaniću, potom moćnici iz Osijeka, Remetinca i Ozlja, građansko ruho iz fundusa Gradskog muzeja Varaždin, Muzeja Slavonije iz Osijeka, Gradskog muzeja u Sisku, predmeti iz dubrovačkog Etnografskog i Kulturno-povijesnog muzeja, Pomorski i povijesni muzej hrvatskog Primorja iz Rijeke, Hrvatski povijesni muzej i Etnografskog muzeja u Zagrebu, kao i zbirke Judaice pri zagrebačkoj Židovskoj općini. Tu su i brojne zastave pjevačkih i dobrovoljnih vatrogasnih društava. Restaurirani su i predmeti povodom priprema za razne izložbe, kao što su „Sveti Trag“, „Mir i Dobro“, „Sinjska alka“, „Dalmatinska Zagora – nepoznata zemlja“, te su obavljeni radovi na tekstilnim objektima za stalni postav memorijalne zbirke Alojzija Stepinca.
Bernarda Rundek Franić bavila i edukacijskim radom. Organizirala je i održala niz izlaganja u sklopu brojnih stručnih radionica, a posebno se izdvaja onu posvećenu izradi i revalorizaciji kapice jalbe, tradicionalnog dijela ženske nošnje na području rijeke Kupe. Ne treba izostaviti ni aktivnosti na području popularizacije struke u javnosti putem medija i tiskovina.
Za sva dostignuća tijekom tridesetogodišnjeg konzervatorsko-restauratorskog rada na području zaštite umjetnina izrađenih od tekstila, dodjeljuje se gospođi Bernardi Rundek Franić „Nagrada Vicko Andrić“ za životno djelo. Time joj se odalo priznanje za njen dugogodišnji strpljiv, požrtvovan i samozatajan rad kojim su spašeni vrijedni primjerci povijesnog tekstila koji čine dragocjeni dio hrvatske kulturne baštine.
Godišnja “nagrada Vicko Andrić“ dodjeljuje se gospođi Nerini Eckhel, kustosici Etnografskog muzeja u Zagrebu, zbog njezinih iznimnih zasluga u pripremi i realizaciji materijala za projekt „Čipkarstvo u Hrvatskoj“ koji je nastao na temelju njezina dugogodišnjega znanstvenoga istraživanja i prezentiranja čipkarstva javnosti kako u Hrvatskoj tako i u svijetu.
Nerina Eckhel rođena je 20. travnja 1946. u Zagrebu. Nakon završene Škole primijenjene umjetnosti - tekstilnog odjela, 1972. godine zaposlila se u Etnografskom muzeju na radnom mjestu preparatorice za tekstil. Uz rad je upisala studij etnologije/arheologije na Filozofskom fakultetu u Zagrebu. Od 1984. godine je kustosica i voditeljica zbirki ćilima, torbi, platnenog posoblja, tekstilnih alatki i čipke. Područje rada i istraživanja usmjerila je na proučavanje etnografskih tema vezanima uz temu narodnih nošnji, tekstilnog rukotvorstva, posebice čipkarstva. Autorica je i brojnih samostalnih izložbi, poput izložbi o tekstilnom rukotvorstvu Pokuplja, Posavine, Slavonije i Baranje vezanih uz Međunarodnu smotru folklora koje su bile postavljene u Etnografskom muzeju u Zagrebu, te izložbi o čipkarstvu u okviru Međunarodnog festivala čipke u Lepoglavi. Sudjelovala je i kao kooautorica na nekoliko izložbenih projekata, od kojih bi posebno izdvojili izložbu «Paška čipka» koja je bila postavljena 1995. godine u Zagrebu, te je gostovala u Etnografskim muzejima u Ljubljani, Beču, Hamburgu, Split, u Raumi u Finskoj, te u Vicenzi, Lepoglavi, Pagu i Švicarskoj. Objavila je trideset radova u stručno-znanstvenim publikacijama i katalozima izložbi. Autorica je petnaest kataloga izložbi koji su objavljeni na hrvatskom, engleskom, njemačkom, talijanskom i flamanskom jeziku. Dobitnica je brojnih priznanja, među njima i odlikovanja «Red Danice Hrvatske s likom Marka Marulića» 1999.godine i Povelje grada Paga, 1997. godine.
Projekt “Čipkarstvo u Hrvatskoj” je realiziran na inicijativu Ministarstva kulture RH, Odjela za UNESCO i Uprave za zaštitu kulturne baštine kao prijedlog kandidature Republike Hrvatske za proglašenje remek-djela usmene i nematerijalne baštine čovječanstva.
Projekt je obuhvaćao izradu elaborata i scenarija za video film “Čipkarstvo u Hrvatskoj”, zadanih upitnikom za nacionalnu kandidaturu, kojemu se moglo pristupiti zahvaljujući dugogodišnjem istraživačkom radu Nerine Eckhel na temi čipkarstva započetom 1992. godine. Na temelju istraživačkoga rada nastala je izložba “Čipkarstvo u Hrvatskoj” koja je postavljena u Muzeju kostima i čipkarstva u Bruxelles-u, Parizu, Bratislavi i Tolmezu. Težište projekta “Čipkarstvo u Hrvatskoj” je na osiguravanju prijenosa tradicije vještine izrade čipke kojemu je prioritet osnivanje čipkarskih tečajeva i škola. Stoga je primarna zadaća izobrazba kadrova koji će dijelom i sami biti nositelji provedbe projekta u sljedećim godinama što podrazumijeva daljnji rad brojnih stručnjaka s raznih područja.
Cjelokupni rad na projektu „Čipkarstvo u Hrvatskoj“ rezultirao je izdanjem kataloga na engleskom jeziku i stavljanjem Čipkarstva u Hrvatskoj, godine 2009., na UNESCO-ovu Reprezentativnu listu nematerijalne kulturne baštine čovječanstva. Iz svega navedenog je razvidno da je Nerina Eckhel svojim dugogodišnjim djelovanjem značajno pridonijela očuvanju i promicanju hrvatske tradicijske baštine, a posebno čipkarstva u svijetu.

## Nagrada Vicko Andrić za 2013.
Nagradu za životno djelo za izvanredna postignuća u području zaštite ulturne baštine u Hrvatskoj dobio je akademik Nenad Cambi.

## Nagrada Vicko Andrić za 2018.
Nagradu za životno djelo postumno je dobio konzervator i povjesničar umjetnosti Vladimir Ukrainčik. Godišnja nagrada za 2018. dodijeljena je završnom projektu obnove Arsenala i kazališta u Hvaru kao skupna nagrada kandidatima: Radoslavu Bužančiću, Goranu Nikšiću, Aniti Gamulin, Ambrozu Tudoru, Egonu Lokošeku (posmrtno), Tomislavu Krajini, Iti Pavičić, Jošku Belamariću, Saši Denegriju, Miroslavu Katiću, djelatnicima Odsjeka za zidno slikarstvo, mozaik i štuko Restauratorskog odjela u Splitu (HRZ):  Antoniji Gluhan i suradnicima (Tončiju Borovcu, Josipu Borozanu, Ivani Jerković, Maji Kiršić / Marinu Barišiću, Vinki Marinković / Ivani Hodak, Srđanu Ivankoviću, Ivki Lipanović), zatim reastauratoru Giuseppeu Savu, restauratorici Zrinki Sav, Žarku Dadiću te tvrtkama "Spegra inženjering" d.o.o. Split, "Neir" d.o.o. Split, "Elaboro" d.o.o. Split, "OK-Stipe" Pučišća.

## Nagrada Vicko Andrić za 2019.
- Nagrada za životno djelo: Lukrecija Pavičić Domijan, djelatnica Konzervatorskog odjela u Zadru
- Godišnja nagrada: Sandra Čelić Višnjić i Nataša Nefat, konzervatorice Konzervatorskog odjela u Puli, za projekte obnove kaštela Morosini-Grimaldi u Svetvičentu i kaštela Pietrapelosa u Buzetu
- Nagrada za doprinos lokalnoj zajednici: Milan Kranjčević, utemeljitelj udruge Katedra Čakavskog sabora pokrajine Gacke[10]

## Nagrada Vicko Andrić za 2020.
- Nagrada za životno djelo: Beata Gotthardi Pavlovsky, etnologinja i konzervatorica Konzervatorskog odjela u Rijeci
- Godišnja nagrada: Konzervatorski odjel u Sisku i njegova pročelnica Ivana Miletić Čakširan za izvanredna postignuća u oblasti zaštite kulturne baštine na potresom pogođenom području Sisačko-moslavačke županije
- Nagrada za doprinos lokalnoj zajednici: Društvo za očuvanje šibenske baštine Juraj Dalmatinac[11]

## Odbor za dodjelu nagrade Vicko Andrić
Sanja Šaban, d.i.a., akademik Radoslav Tomić, mr. sc. Branka Šulc, Drago Miletić, prof., Marija Valjato Fabris, prof., dr. sc. Žarko Španiček, dr. sc. Zrinka Paladino, doc. dr. sc. Katja Marasović, Ranka Saračević Würth, prof.
Iako odbor čine imena zvučnih znanstvenih zvanja čudno je da u   istom nema ama jednog konzervatora restauratora,što je   s obzirom na to da se nagrada dodjeljuje i za postignuća u konzervaciji restauraciji ne samo nepokretne baštine prilično začudno ( znanje o konzervaciji restauraciji kulturne baštine kod naših je povjesničara umjetnosti i danas prilično nisko,ako ne i nikakovo)!

## Vanjske poveznice
Mrežna mjesta
- Nagrada Vicko Andrić, službeno mrežno mjesto